# Чорлу (околия)
Околия Чорлу (на турски: Çorlu ilçesi) е околия, разположена във вилает Родосто, Турция. Общата ѝ площ е 409,6 км2. Според оценки на Статистическия институт на Турция през 2022 г. населението на околията е 290 155 души. Административен център е град Чорлу.

## Населени места
Околията се състои от 27 населени места – 1 града и 26 села.
Град
- Чорлу

Села
- Алипаша (Alipaşa)
- Дерегюндюзлю (Deregündüzlü)
- Джемалие (Cemaliye)
- Джумхуриет (Cumhuriyet)
- Есентепе (Esentepe)
- Йенидже (Yenice)
- Йонерлер (Önerler)
- Зафер (Zafer)
- Казъмие (Kazımiye)
- Кемалетин (Kemalettin)
- Максутлу (Maksutlu)
- Мухитин (Muhittin)
- Нусратие (Nusratiye)
- Решадие (Reşadiye)
- Румели (Rumeli)
- Сарълар (Sarılar)
- Сеймен (Seymen)
- Силахтарага (Silahtarağa)
- Тюркгюджю (Türkgücü)
- Хавузлар (Havuzlar)
- Хатип (Hatip)
- Хъдърага (Hıdırağa)
- Хюриет (Hürriyet)
- Чобанчешме (Çobançeşme)
- Шахпаз (Şahpaz)
- Шейхсинан (Şeyhsinan)